# Tung Chung (stacja MTR)
Tung Chung (chiński: 東涌) – jedna ze stacji MTR, systemu szybkiej kolei w Hongkongu, na Tung Chung Line. Została otwarta 22 czerwca 1998. 
Znajduje się w Tung Chung, w dzielnicy Tsuen Wan, na wyspie Lantau.